# 테이텀 오닐
테이텀 오닐(Tatum O'Neal, 1963년 11월 5일 ~ )은 미국의 배우이다. 아카데미상을 수상한 최연소 수상자로, 10살 때 1973년 영화 《페이퍼 문》으로 아카데미 여우조연상을 수상했다.

## 영화
- 페이퍼 문
- 써튼 퓨리
- 바스키아
- 런어웨이즈 (영화)
- 디스 이즈 40
- 신은 죽지 않았다 3

## 텔레비전
- 섹스 앤 더 시티
- 레스큐 미 (드라마)
- 댄싱 위드 더 스타 (미국의 텔레비전 프로그램)
- 루폴의 드래그 레이스
- 헬's 키친
- 크리미널 마인드